# Diomys crumpi
Diomys crumpi é um roedor pertencente a Família Muridae.
É a única espécie do gênero Diomys.
Pode ser encontrada na Índia e no Nepal.